# Hollandaea lamingtoniana
Hollandaea lamingtoniana är en tvåhjärtbladig växtart som beskrevs av Frederick Manson Bailey. Hollandaea lamingtoniana ingår i släktet Hollandaea och familjen Proteaceae. Inga underarter finns listade i Catalogue of Life.